# Pedro Riaño de la Iglesia
Pedro Riaño de la Iglesia (La Carraca, 4 de octubre de 1865-Lebrija, 1926), fue bibliógrafo, historiador y arqueólogo español.

## Biografía
Su padre era el capitán de fragata José Antonio Riaño y Ory; su madre era una pacense hija de militares, María Adelaida de la Iglesia y Gil. Estudió en un internado jesuita de Sevilla; también en Sevilla siguió la carrera de Filosofía y Letras y Derecho; en 1885 se licenció in utroque, aunque muy posiblemente no llegó a ejercer de abogado, sino que se consagró al periodismo y la enseñanza; fue miembro de Ateneo de Sevilla y pronto (1890) ingresó en el Cuerpo de Archiveros y Bibliotecarios, ascendiendo hasta ser nombrado bibliotecario jefe de la Biblioteca Provincial de Cádiz, cargo que simultaneó con el de Director del Museo Arqueológico de esa misma ciudad. Fue elegido Académico correspondiente en Cádiz de la Real Academia de la Historia el 15 de enero de 1909. Quiso hacer la bibliografía de Cádiz desde sus comienzos, y dejó prácticamente acabado pero inédito el trabajo manuscrito hasta 1808 y muy adelantado el correspondiente al periodo de la Guerra de la Independencia, que, este sí, ha sido publicado en tres volúmenes en 2004: La Imprenta en la Isla Gaditana durante la Guerra de la Independencia. Libros, folletos y hojas volantes (1808-1814). Ensayo bio-bibliográfico documentado, edición de Alberto Gil Novales y José Manuel Fernández Tirado (Madrid: Ediciones del Orto, 2004). También, Los impresores. Reseña histórica de la imprenta en Cádiz, Madrid, 1916. Escribió además algunos opúsculos y poesías, cuentos y artículos para el Boletín de la Sociedad de Excursiones, el Diario de Cádiz, España y América y otros periódicos. Estrenó la pieza cómica La penitencia (1899).
- Datos: Q6069959
- Multimedia: Pedro Riaño de la Iglesia / Q6069959